# Wapen van Houthalen-Helchteren

Het wapen van Houthalen-Helchteren

Het wapen van Houthalen-Helchteren werd op 21 juni 1994, door middel van een ministerieel besluit aan de Limburgse gemeente Houthalen-Helchteren toegekend. De toekenning vond plaats nadat de gemeente in 1977 was ontstaan uit de fusie tussen de gemeenten Houthalen en Helchteren.

## Blazoenering
De blazoenering luidt als volgt:
In goud een leeuw van sabel, geklauwd en getongd van keel, houdend een schildje van keel met een versmald kruis van goud, vergezeld van achttien blokjes van hetzelfde, vijf in elke bovenhoek, schuinkruisgewijze geplaatst, en vier in elke benedenhoek, 2 en 2 geplaatst. Het schild geplaatst voor een Sint-Trudo van natuurlijke kleur op een grasgrond.
Het wapen bestaat uit een gouden schild met daarop een zwarte leeuw. De leeuw heeft een rode tong en rode nagels en houdt een rood schild vast, gelijk aan hoe een schildhouder vaak gepositioneerd wordt. Het kleine schild toont een gouden kruis met tussen de armen in totaal 18 gouden blokjes. In de bovenste kwartieren zijn het vijf blokjes en in de onderste kwartieren vier. Achter het schild staat de heilige Trudo. De heilige heeft een natuurlijke kleur. Hij houdt in zijn rechterhand een palmtak en in zijn linkerhand een gouden kerk of kapel. De sint staat op een groene grasgrond.

## Geschiedenis
De oudste bekende afbeelding van het wapen van Helchteren, is een schepenzegel uit 1651. Helchteren was ten tijde van het ancien régime eigendom van de Sint Trudo-abdij in Sint-Truiden. Sint-Trudo is hierdoor ook de beschermheilige van Helchteren.
Het oudste bekende wapen van Houthalen stamt uit 1581. Dit wapen, dat afgebeeld staat op een zegel van de schepenbank, is afkomstig van de familie d'Autel, tussen 1436 en 1700 eigenaren van de heerlijkheid Vogelzang. Houthalen behoorde tot deze heerlijkheid. Het zegel toonde een leeuw die het familiewapen vasthoudt. Dit zegel is gelijk aan het latere gemeentewapen. De leeuw die het familiewapen vasthoudt, is mogelijk afkomstig van de familie Von Innhausen en Knyphausen. Deze familie werd door middel van een huwelijk (tussen Jan van Innhausen en Knyphausen en Oriane d'Autel) in 1579 eigenaar van de heerlijkheid. Rond 1617 nam de kleinzoon van Jan, Ferdinand, opnieuw de naam d'Autel als familienaam aan. Het familiewapen van de adellijke familie was gekwartierd met in het eerste kwartier een zwarte leeuw met rode nagels en tong op een gouden veld.
Helchteren behoorde vermoedelijk sinds de 7e eeuw tot het domein van de abdij van Sint-Truiden. Officieel behoorde Helchteren tot het Land van Loon, maar volgde Sint-Truiden. Van de schepenbank van Helchteren zijn twee zegels bekend, het jongste is uit 1590. Op de beide zegels staat Sint-Trudo afgebeeld. Op beide zegels staat de heilige afgebeeld in priestergewaad, houdende in zijn rechterhand een palmtak en in zijn linker een kapel.
Nadat de gemeente in 1977 werd gevormd uit de gemeenten Houthalen en Helchteren, werd besloten om in het nieuwe wapen de beide oude wapens terug te laten keren. De beide gemeentes waren trots op hun eigen wapen en wilden die daarom ook terug zien in het nieuwe wapen. Het wapenschild in het nieuwe wapen is gelijk aan dat van het oude wapen van Houthalen, maar dan zonder de buitenversierselen. De schildhouder is afkomstig van het wapenschild van Helchteren, in het oude wapen was Sint-Trudo een wapenstuk, in plaats van een schildhouder.
Het nieuwe wapen werd op 6 oktober 1992 door minister Weckx goedgekeurd en op 21 juni 1994 werd het wapen wettelijk toegekend.

## Verwante wapens

Familiewapen van d'Autel.
Familiewapen van Von Innhausen und Kniphausen.